# Sycamore (Illinois)
Pour les articles homonymes, voir Sycamore.
La ville de Sycamore est le siège du comté de DeKalb, dans l'Illinois, aux États-Unis.

## Personnalités liées
- Maria Ridulph (morte en 1957), petite fille assassinée, dont le meurtre ne fut élucidé qu'en 2012.

## Source
- (en) Cet article est partiellement ou en totalité issu de l’article de Wikipédia en anglais intitulé « Sycamore, Illinois » (voir la liste des auteurs).